# Coppa del mondo di corsa in montagna 2019
La Coppa del mondo di corsa in montagna 2019 si è disputata su sette prove sotto il nome di "Mountain Running World Cup". La coppa maschile è stata vinta da Andrew Douglas, quella femminile da Sarah Mccormack.

## Gare di coppa del mondo 2019
Per il 2019 le gare valevoli per la coppa del mondo erano sette, contano i migliori sei risultati. Un atleta entra in classifica finale a condizione di aver raccolto punti in almeno due competizioni valevoli per la coppa. Un "bonus" addizionale di 10 punti è attribuito a coloro che partecipano alla gara finale di Coppa del mondo, la Smarna Gora, mentre un ulteriore "bonus" sarà attribuito ai quei corridori che disputeranno tutte e sette le competizioni.
| Gara | Nome della gara           | Luogo di svolgimento | Data         | Nazione     |
| ---- | ------------------------- | -------------------- | ------------ | ----------- |
| 1    | Salomon Gore-Tex Maxi     | Annecy               | 24 maggio    | Francia     |
| 2    | Broken Arrow Sky Race     | Squaw Valley         | 23 giugno    | Stati Uniti |
| 3    | Grossglockner Berglauf    | Heiligenblut         | 14 luglio    | Austria     |
| 4    | Snowdon Mountain Race     | Llanberis            | 20 luglio    | Regno Unito |
| 5    | Sierre-Zinal              | Sierre-Zinal         | 11 agosto    | Svizzera    |
| 6    | Südtirol Drei Zinnen Lauf | Sesto                | 14 settembre | Italia      |
| 7    | Smarna Gora               | Lubiana              | 12 ottobre   | Slovenia    |

## Punteggi
Ecco come sono stati ripartiti i punti per la coppa del mondo 2019. Dal primo al venticinquesimo rango.
| Rango | Punti |
| ----- | ----- |
| 1°    | 100   |
| 2°    | 90    |
| 3°    | 85    |
| 4°    | 80    |
| 5°    | 75    |
| 6°    | 70    |
| 7°    | 65    |
| 8°    | 60    |
| 9°    | 55    |
| 10°   | 50    |

| Rango | Punti |
| ----- | ----- |
| 11°   | 45    |
| 12°   | 40    |
| 13°   | 35    |
| 14°   | 30    |
| 15°   | 25    |
| 16°   | 20    |
| 17°   | 15    |
| 18°   | 10    |
| 19°   | 5     |
| 20°   | 4     |

| Rango | Punti |
| ----- | ----- |
| 21°   | 1     |
| 22°   | 1     |
| 23°   | 1     |
| 24°   | 1     |
| 25°   | 1     |

## Uomini
Classifica finale
| Pos. | Atleta                | Anno | Nazione     | Gara 1 | Gara 2 | Gara 3 | Gara 4 | Gara 5 | Gara 6 | Gara 7 | Bonus | Totale |
| ---- | --------------------- | ---- | ----------- | ------ | ------ | ------ | ------ | ------ | ------ | ------ | ----- | ------ |
| 1    | Andrew Douglas        | 1986 | Regno Unito | 110    | 100    | 80     | 100    | 70     | 75     | 90     | 50    | 595    |
| 2    | Filimon Abraham       | 1992 | Eritrea     | 80     |        | 100    |        |        | 85     | 100    |       | 365    |
| 3    | Petro Mamu            | 1984 | Eritrea     |        |        |        |        | 90     | 100    | 110    |       | 300    |
| 4    | Bernard Dematteis     | 1986 | Italia      | 70     |        |        | 85     | 0      | 60     | 80     |       | 295    |
| 5    | Timotej Becan         | 1996 | Slovenia    | 60     |        | 60     |        |        | 45     | 95     |       | 260    |
| 6    | Zak Hanna             | 1995 | Irlanda     | 50     |        |        | 80     |        | 65     | 65     |       | 260    |
| 7    | Martin Dematteis      | 1986 | Italia      | 75     |        | 70     | 90     | 0      |        |        |       | 235    |
| 8    | Sandor Szabo          | 1993 | Ungheria    | 30     | 55     | 0      | 1      | 0      | 5      | 75     | 50    | 216    |
| 9    | Francesco Puppi       | 1992 | Italia      |        |        | 75     |        | 20     | 80     |        |       | 175    |
| 10   | Alberto Vender        | 1996 | Italia      |        |        | 55     |        |        |        | 85     |       | 140    |
| 11   | Hannes Perkmann       | 1993 | Italia      |        |        | 50     |        |        | 70     |        |       | 120    |
| 12   | Timothy Kimutai Kirui | 1997 | Kenya       |        |        | 65     |        |        | 30     |        |       | 95     |
| 13   | Sam Sahli             | 1994 | Stati Uniti |        | 90     | 1      | 1      |        |        |        |       | 92     |
| 14   | Robert Panin Surum    | 1989 | Kenya       | 85     |        |        |        | 1      |        |        |       | 86     |
| 15   | Luca Cagnati          | 1990 | Italia      |        |        | 45     |        | 1      | 35     |        |       | 81     |
| 16   | Hans-Peter Innerhofer | 1995 | Austria     |        |        |        |        |        | 20     | 60     |       | 80     |
| 17   | Manuel Seibald        | 1994 | Austria     |        |        | 30     |        |        | 40     |        |       | 70     |
| 18   | Simon Lechleitner     | 1979 | Austria     |        |        | 35     |        |        | 25     |        |       | 60     |
| 19   | Dave Archer           | 1982 | Regno Unito |        |        | 5      | 10     |        |        |        |       | 15     |

## Donne
Classifica finale
| Pos. | Atleta             | Anno | Nazione     | Gara 1 | Gara 2 | Gara 3 | Gara 4 | Gara 5 | Gara 6 | Gara 7 | Bonus | Totale |
| ---- | ------------------ | ---- | ----------- | ------ | ------ | ------ | ------ | ------ | ------ | ------ | ----- | ------ |
| 1    | Sarah Mccormack    | 1986 | Irlanda     | 90     |        | 80     | 100    | 35     | 90     | 100    |       | 495    |
| 2    | Lucy Wambui Murigi | 1985 | Kenya       | 100    |        |        |        |        |        | 110    |       | 210    |
| 3    | Emma Clayton       | 1988 | Regno Unito | 75     |        |        | 50     |        |        | 85     |       | 210    |
| 4    | Sarah Tunstall     | 1986 | Regno Unito |        |        | 100    |        |        | 100    |        |       | 200    |
| 5    | Lucie Marsanova    | 1990 | Rep. Ceca   |        |        |        |        |        | 80     | 95     |       | 175    |
| 6    | Alexandra Hauser   | 1995 | Austria     |        |        | 85     |        |        | 75     |        |       | 160    |
| 7    | Louise Mercer      | 1995 | Regno Unito | 70     |        |        | 25     |        | 20     | 14     |       | 129    |
| 8    | Jemima Elgood      | 1999 | Regno Unito |        |        |        | 45     |        |        | 80     |       | 125    |
| 9    | Charlotte Morgan   | 1976 | Regno Unito |        |        | 65     |        | 45     |        |        |       | 110    |
| 10   | Timea Merenyi      | 1971 | Ungheria    |        |        |        |        |        | 60     | 45     |       | 105    |